# Hartmut Wekerle
Hartmut Wekerle (* 30. Mai 1944 in Waldshut-Tiengen) ist ein deutscher Neuroimmunologe und ehemaliger Direktor am Max-Planck-Institut für Neurobiologie, jetzt Max-Planck-Institut für biologische Intelligenz.

## Leben
Wekerle studierte Medizin an der Albert-Ludwigs-Universität Freiburg, wo er auch promovierte. Als Postdoktorand arbeitete er am Weizmann-Institut für Wissenschaften (Israel) und am Max-Planck-Institut für Immunbiologie in Freiburg. Hier habilitierte er sich und wurde außerplanmäßiger Professor für Immunologie. Von 1982 bis 1987 leitete er die Klinische Forschungsgruppe für Multiple Sklerose in Würzburg, bevor er 1988 zum Direktor am Max-Planck-Institut für Neurobiologie berufen wurde. 2011 wurde er emeritiert und führte seine Forschungen im Rahmen einer Seniorprofessur der Hertie-Stiftung noch weitere fünf Jahre fort.
Zwischen 1999 und 2002 war Hartmut Wekerle Vorsitzender der Biologisch-Medizinischen Sektion der Max-Planck-Gesellschaft. Zudem war er Mitglied des Universitätsrats der Medizinischen Universität Innsbruck (2004–2008) und Präsident der International Society of Neuroimmunology (ISNI, 2006–2008).

## Wissenschaftliche Schwerpunkte
Die Arbeiten von Hartmut Wekerle widmeten sich der Untersuchung der zellulären Immunreaktionen und -mechanismen im Verlauf der Multiplen Sklerose und anderer entzündlicher Erkrankungen im Bereich des Nervensystems.
Seine Forschung trug insbesondere zu folgenden Entdeckungen bei:
- Nachweis autoreaktive T-Zell-Klone im gesunden Immunsystem und ihre Aktivierung bei autoimmuner Enzephalomyelitis[1]
- Immunkompetenz zentralnervöser Gliazellen[2]
- Regulatorische CD8 T-Zellen in experimenteller zerebraler Autoimmunität[3]
- Regulierung der zentralnervösen Immunreaktivität durch aktive Neurone[4]
- Migrationswege autoimmuner T-Zellen in das Zentrale Nervensystem[5]
- Aktivierung autoimmuner T-Zellen durch Mikroben des Darm[6]
- Aktivierung solcher T-Zellen durch Mikrobiota in der Multiplen Sklerose[7]

## Auszeichnungen (Auswahl)
- Ernst Jung-Preis, 1982[8]
- Zülch-Preis der Max-Planck-Gesellschaft (nun der International Prize for Translational Neuroscience der Gertrud Reemtsma Foundation), 1999[9]
- Charcot Award (International Federation of MS Societies), 2001[10]
- Prix Louis D (Grand Prix des Académies des Sciences, Paris), 2002[11]
- Betty and David Koetser Award, Zurich 2005[12]
- Jacob-Henle-Medaille, Universität Göttingen, 2017[13]

## Ehrentitel und Mitgliedschaften
- Honorarprofessur der Universität München, 1993
- Mitglied der Gelehrtenakademie Leopoldina, seit 2002[14]
- Ehrendoktorat der Universität Hamburg, 2013
- Ehrendoktorat der Universität Würzburg, 2014[15]
- Ehrenmitgliedschaft der Société Française de Neurologie, 2016
- Ehrenmitgliedschaft der Cuban Neuroscience Society, 2017
- Hertie-Senior-Professur, 2011